# ماسیمو دی مارتین
ماسیمو دی مارتین (انگلیسی: Massimo De Martin؛ زادهٔ ۳ ژانویهٔ ۱۹۸۳) بازیکن فوتبال اهل ایتالیا است.
از باشگاه‌هایی که در آن بازی کرده‌است می‌توان به باشگاه فوتبال ویچنزا و باشگاه فوتبال رجانا اشاره کرد.
وی همچنین در تیم‌های ملی فوتبال بازی کرده‌است.